# Olga Martusiewicz-Maresch
Olga Martusiewicz-Maresch (ur. 26 maja 1896 we Lwowie, zm. 9 grudnia 1962 w Krakowie) – pianistka polska, pedagog, nauczyciel fortepianu w Konserwatorium Towarzystwa Muzycznego w Krakowie w okresie międzywojennym.
Studia pianistyczne ukończyła u Seweryna Eisenbergera w Krakowie, zostając następnie jego asystentką. Grę doskonaliła w Wiedniu w latach 1922–1923. Wraz z mężem i urzędującym dyrektorem odgrywała ważną rolę w zarządzaniu Konserwatorium Towarzystwa Muzycznego.
W roku 1937 studenci wyjechali do Warszawy na przesłuchania III Międzynarowego Konkursu Pianistycznego im. Fryderyka Chopina.
Po II wojnie światowej absolwenci Konserwatorium, którzy nie rozwinęli działalności artystycznej, nie otrzymali stopnia magistra; w ostatnich latach życia Olga Martusiewicz pracowała jako nauczycielka na poziomie szkoły średniej. W 1955 została odznaczona Medalem 10-lecia Polski Ludowej.